# 1986년 FIFA 월드컵 예선 대륙간 플레이오프
1986년 FIFA 월드컵 예선 대륙간 플레이오프는 각 대륙 예선전에서 대륙간 플레이오프에 진출한 2개의 국가 중 월드컵 본선에 진출할 1개 국가 대표팀을 가리는 대회이다. 유럽 지역 예선 7조 2위 팀, 오세아니아 지역 최종 예선 승자가 참가하며 홈 앤 어웨이 방식으로 진행된다. 대륙간 플레이오프의 승자는 1986년 FIFA 월드컵 본선에 진출한다.

## 참가국
다음 2개의 국가대표팀이 참가한다.
- 스코틀랜드 (유럽 7조 2위)
- 오스트레일리아 (오세아니아 최종 예선 승자)

## 경기 결과
| 팀 1       | 합계  | 팀 2           | 1차전 | 2차전 |
| ---------- | ----- | -------------- | ----- | ----- |
| 스코틀랜드 | 2 - 0 | 오스트레일리아 | 2 - 0 | 0 - 0 |

### UEFA vs OFC 대륙간 플레이오프
| 스코틀랜드              | 2 – 0 | 오스트레일리아 |
| ----------------------- | ----- | -------------- |
| 쿠퍼 53′ · 매커비니 59′ |       |                |

| 오스트레일리아 | 0 – 0 | 스코틀랜드 |
| -------------- | ----- | ---------- |
|                |       |            |

 스코틀랜드가 합계 2 - 0으로 본선 진출.